# Jacqueline Kalimunda
Jacqueline Kalimunda (nascuda en 1974 a Kigali) és una productora de cinema, documentalista, directora i escriptora ruandesa.
El 2002, va escriure, dirigir i coproduir la seva primera pel·lícula, el curt de 23 minuts Histoire de tresses (About Braids), que va ser votat com a millor curtmetratge al Festival Internacional de Cinema de Zanzíbar de 2003. El curtmetratge també es va distribuir al Regne Unit pel British Film Institute i als EUA pel Festival de Cinema Africà de Nova York.
El documental Homeland és la conclusió d'un llarg projecte iniciat quan investigava imatges de Ruanda amb els historiadors Jean-Pierre Chrétien i Hélène d'Almeida-Topor. Per a aquest treball, Jacqueline Kalimunda va donar a conèixer 80 anys d'arxius de pel·lícules inèdites sobre Ruanda. La pel·lícula es va mostrar al Fespaco 2007 a Ouagadougou.
El 2007 i el 2008, Jacqueline Kalimunda va codirigir la primera i segona temporada de la sèrie de TV Imagine Afrika, transmesa en 35 països africans en canals de televisió públics en anglès, francès, suahili, zulu, portuguès i altres idiomes. Llavors va dirigir en coproducció amb Canal Plus Horizon el llargmetratge High Life emès el 2011.
Alumne del Campus de Talent de la Berlinale, Jacqueline Kalimunda va produir i va dirigir el 2012 Burning Down, un curtmetratge Focus Features Africa First amb Eriq Ebouaney (Femme fatale de Brian de Palma, Lumumba de Raoul Peck) i Cyril Guei.
El 2016 Kalimunda va escriure i va dirigir Floris, un documental en llengua kinyarwanda.